# 楊宣 (景泰江西進士)
楊宣（1416年—？），字子穡，江西撫州府樂安縣人，民籍，明朝政治人物。進士出身。

## 生平
江西鄉試第五十三名。景泰五年（1454年）甲戌科會試第八十二名，殿試登進士第三甲第一百三十三名。

## 家族
曾祖楊與衡。祖父楊伯洪。父亲楊遂弘。